# Fonction de Gudermann
En mathématiques, la fonction de Gudermann, appelée aussi parfois gudermannien, et notée gd, nommée en l'honneur de Christoph Gudermann, fait le lien entre la trigonométrie circulaire et la trigonométrie hyperbolique sans faire intervenir les nombres complexes.

## Définition

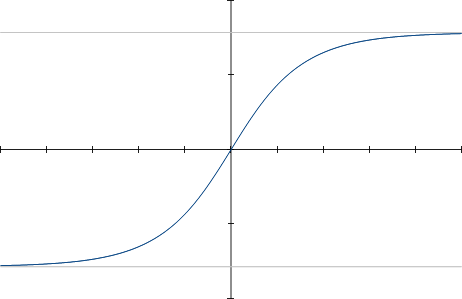
Graphe de la fonction de Gudermann avec ses deux asymptotes horizontales :.

La fonction de Gudermann est définie sur l'ensemble des réels par :
{\displaystyle {\begin{aligned}{\operatorname {gd} }(t)&=\int _{0}^{t}{\frac {\mathrm {d} u}{\cosh u}}\\&=\arcsin \left(\tanh t\right)=\operatorname {signe} (t)\cdot \arccos \left(\operatorname {sech} t\right)\ \\&=\arctan \left(\sinh t\right)=\operatorname {signe} (t)\cdot \operatorname {arcsec} \left(\cosh t\right)\\&=\operatorname {arccot} \left(\operatorname {csch} t\right)=\operatorname {arccsc} \left(\coth t\right)\\&=2\arctan \left(\tanh {\frac {t}{2}}\right)=2\arctan e^{t}-{\frac {\pi }{2}}.\end{aligned}}}
Le réel {\displaystyle \theta =\operatorname {gd} (t)}, appelé parfois gudermannien de {\displaystyle t}, est relié à ce dernier par les relations : 
{\displaystyle {\begin{aligned}{\sin \theta }&=\tanh t~;\quad \cos \theta ={\frac {1}{\cosh t}}=\operatorname {sech} t~;\\\tan \theta &=\sinh t~;\quad \tan {\frac {\theta }{2}}=\tanh {\frac {t}{2}}.\end{aligned}}}
La dérivée de la fonction de Gudermann {\displaystyle t\mapsto \theta } est donnée par {\displaystyle {\frac {\mathrm {d} \theta }{\mathrm {d} t}}={\frac {1}{\cosh t}}=\cos \theta }.
La fonction de Gudermann est donc la solution s'annulant en 0 de l'équation différentielle {\displaystyle y'=\cos y}.

## Fonction réciproque
La réciproque de la fonction de Gudermann est définie sur {\displaystyle ]-\pi /2,\pi /2[} par :
{\displaystyle {\begin{aligned}\operatorname {arcgd} (\theta )&={\rm {gd}}^{-1}(\theta )=\int _{0}^{\theta }{\frac {\mathrm {d} u}{\cos u}},\\&=\operatorname {argtanh} \sin \theta =\operatorname {signe} (\theta )\cdot \operatorname {argcosh} {\frac {1}{\cos \theta }},\\&={}\ln \left(\tan \theta +{\frac {1}{\cos \theta }}\right)=\ln \left(\tan \left({\frac {\theta }{2}}+{\frac {\pi }{4}}\right)\right),\\&={}{\frac {1}{2}}\ln {\frac {1+\sin \theta }{1-\sin \theta }}.\end{aligned}}}
La dérivée de cette fonction réciproque {\displaystyle \theta \mapsto t} est donnée par {\displaystyle {\frac {\mathrm {d} t}{\mathrm {d} \theta }}={\frac {1}{\cos \theta }}=\cosh t}.
La réciproque de la fonction de Gudermann est donc la solution s'annulant en 0 de l'équation différentielle {\displaystyle y'=\cosh y}.

## Applications
- Les coordonnées de Mercator d'un point de la sphère sont définies par {\displaystyle x=longitude} et {\displaystyle y=\operatorname {gd} ^{-1}(latitude)}.

Elles sont ainsi définies de sorte que les loxodromies de la sphère soient représentées par des droites dans le plan {\displaystyle x,y}.
- Le changement de variable {\displaystyle \theta =\operatorname {gd} (t)} permet de transformer des intégrales de fonctions circulaires en intégrales de fonctions hyperboliques ; par exemple, {\displaystyle \int _{0}^{\pi /2}{\cos ^{n}\theta .\mathrm {d} \theta }=\int _{0}^{+\infty }{\frac {\mathrm {d} t}{\cosh ^{n+1}t}}}.
- Ceci explique pourquoi on peut choisir des fonctions circulaires ou hyperboliques lors de changement de variables dans le calcul d'intégrales :
  - quand on rencontre du {\displaystyle {\sqrt {1-x^{2}}}}, on utilise {\displaystyle x=\cos \theta } ou {\displaystyle x={\frac {1}{\cosh t}}}, et on utilise aussi {\displaystyle x=\sin \theta } ou {\displaystyle x=\tanh t} ;
  - quand on rencontre du {\displaystyle {\sqrt {1+x^{2}}}}, on utilise {\displaystyle x=\tan \theta } ou {\displaystyle x=\sinh t}.
- Paramétrisation d'un cercle ou d'une droite hyperbolique.
Si l'on pose {\displaystyle {\begin{cases}{\begin{aligned}x&=\cos \theta ={\frac {1}{\cosh t}}\\y&=\sin \theta =\tanh t\end{aligned}}\end{cases}}}, on a évidemment une paramétrisation du demi-cercle de rayon 1 dans le demi-plan {\displaystyle x>0} ; {\displaystyle \theta } est la distance curviligne dans le demi-plan euclidien entre le point {\displaystyle (x,y)} et le point {\displaystyle (1,0)}, et {\displaystyle t} est aussi une distance, mais mesurée entre ces deux points dans le demi-plan considéré comme demi-plan de Poincaré pour la géométrie hyperbolique.